# Reggia di Pavlovsk
La reggia di Pavlovsk (in russo Па́вловск?) si trova nell'omonima città russa - da cui deriva il nome - a trenta chilometri da San Pietroburgo, a sud di Carskoe Selo.
Nel 1777 Caterina II di Russia assegnò circa 362 desyatinas di terra lungo il fiume Slavjanka a suo figlio Paolo in occasione della nascita del primo figlio. Nel 1780 l'architetto scozzese Charles Cameron, in voga alla corte russa, divenne il soprintendente alla costruzione della reggia: il suo progetto neoclassico venne approvato da Paolo due anni dopo compreso, tutt'intorno al palazzo, un immenso parco, con numerosi templi, colonnati, ponticelli e statue; si aggiunse anche una piccola fortezza, costruita per il divertimento dell'imperatore. Quando Paolo divenne imperatore nel 1796, l'insieme di edifici vicini al palazzo era abbastanza grande da essere considerato una città.

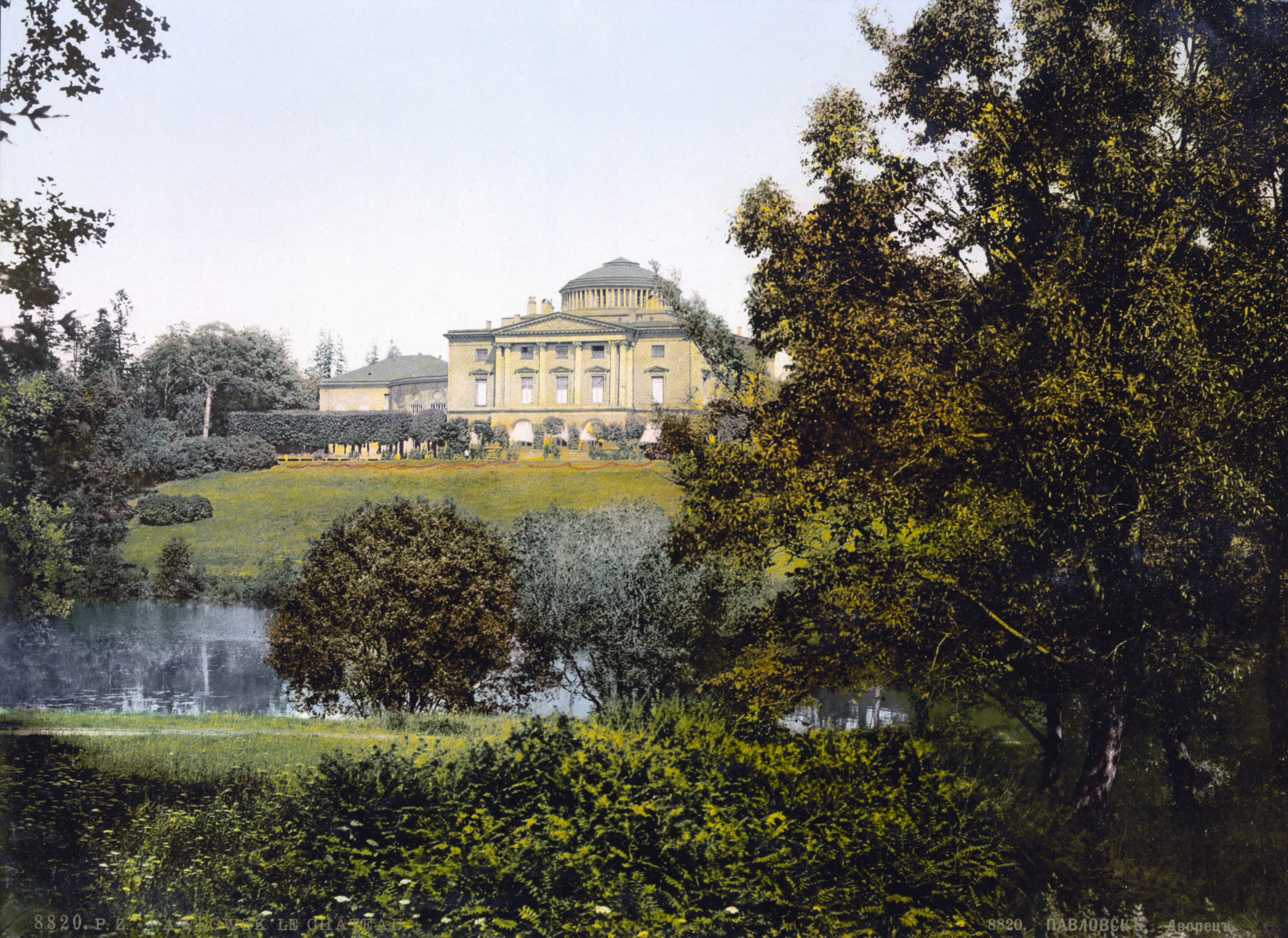
Il palazzo ed il parco alla fine del XIX secolo

Dopo la morte di Paolo nel 1801 passò alla sua vedova, Maria Feodorovna e da lei ai nipoti del ramo dei Konstantinoviči. Prima della Rivoluzione Pavlovsk era il luogo favorito di villeggiatura estiva per gli abitanti della buona società dell'allora capitale russa, come viene descritta da Fëdor Michajlovič Dostoevskij nel suo romanzo L'idiota: per facilitare il collegamento, la prima ferrovia russa fu inaugurata il 10 ottobre 1837 proprio fra San Pietroburgo a Pavlovsk e la sua stazione venne spesso usata come una sorta di sala da concerto, dove Johann Strauss II, Franz Liszt e Robert Schumann suonarono. Il suo Vauxhall Pavillion era così sontuoso ed ospitò tante importanti manifestazioni musicali (spesso di Strauss) che nella lingua russa il termine vokzal ha preso il significato di "importante edificio di stazione ferroviaria".
Il palazzo del Pavlovsk è probabilmente il meglio conservato delle residenze imperiali russe fuori dall'ex capitale: i suoi interni neoclassici vennero ricostruiti fedelmente dopo il grande incendio del 1803 ed i danni subiti durante la seconda guerra mondiale, benché considerevoli, non furono così devastanti come nel caso di Peterhof e di Carskoe Selo.

## La nascita dello scautismo russo

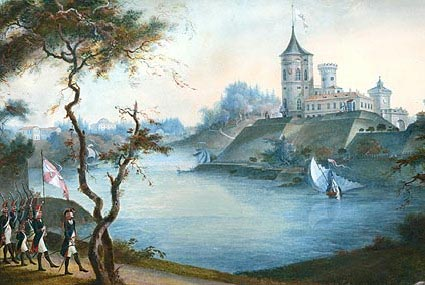
La piccola fortezza costruita a Pavlovsk per Paolo I

Il 30 aprile 1909 un giovane ufficiale, il colonnello Oleg Ivanovich Pantyukhov, creò a Pavlovsk la pattuglia Castori, la prima unità scout russa. Nel 1910 il generale Baden-Powell, fondatore dello scautismo, incontrò Nicola II a Tsarskoye Selo ed ebbero una conversazione molto piacevole, che lo zar ricordò nel suo diario. Nel 1914 Pantyukhov creò un'associazione di nome "Scout Russi" (Русский Скаут, Russkiy Skaut). Il primo fuoco di bivacco degli scout russi fu acceso proprio nei boschi del parco di Pavlovsk ed una canzone scout russa ricorda l'avvenimento.